# Seyi Olofinjana
Oluwaseyi George Olofinjana (Lagos, Nigeria, 30 de junio de 1980) es un exfutbolista nigeriano que jugaba de centrocampista.
Tras su retirada, regresó al Wolverhampton Wanderers F. C. para trabajar en la academia del club.

## Selección nacional
Fue internacional con la selección de fútbol de Nigeria en 48 ocasiones.

### Participaciones internacionales
| Torneo                         | Sede   | Resultado     |
| ------------------------------ | ------ | ------------- |
| Copa Africana de Naciones 2004 | Túnez  | Semifinal     |
| Copa Africana de Naciones 2008 | Ghana  | 4.os de final |
| Copa Africana de Naciones 2010 | Angola | Semifinal     |

## Clubes
| Club                               | País       | Año       |
| ---------------------------------- | ---------- | --------- |
| Kwara United F. C.                 | Nigeria    | 1999-2003 |
| SK Brann                           | Noruega    | 2003-2004 |
| Wolverhampton Wanderers F. C.      | Inglaterra | 2004-2008 |
| Stoke City F. C.                   | Inglaterra | 2008-2009 |
| Hull City A. F. C.                 | Inglaterra | 2009-2013 |
| Cardiff City F. C. (cedido)        | Gales      | 2010-2011 |
| Sheffield Wednesday F. C. (cedido) | Inglaterra | 2013      |
| Sheffield Wednesday F. C.          | Inglaterra | 2013      |
| IK Start                           | Noruega    | 2014      |